# Barbarikon
Barbarikon (en griego antiguo: Βαρβαρικόν) fue el nombre de un puerto marítimo cerca de la actual ciudad de Karachi (Sind, Pakistán). Era importante en la antigüedad por su papel en el comercio a través del Océano Índico, siendo considerado uno de los principales puertos en las rutas entre la antigua India, el Oriente Medio y el mundo mediterráneo. El nombre deriva de la palabra griega para áreas fuera de la civilización romana o griega. 
Se usa también en las fuentes la versión en latín, barbaricum. Aparece también mencionado en la Geografía de Ptolomeo con el nombre de Barbarike. Puede también haber correspondido con el término sumerio Meluhha, del que deriva la palabra sánscrita para bárbaro, Mleccha.

Barbarikon en el contexto del Periplo del mar Eritreo

Barbarikon se menciona brevemente en el Periplo del mar Eritreo:

Este río [el Indo ] tiene siete bocas, muy poco profundas y pantanosas, de modo que no son navegables, excepto la del medio; en la cual, junto a la orilla, está la ciudad comercial, Barbaricum. Delante de ella hay una pequeña isla, y tierra adentro detrás está la metrópolis de Escitia, Minnagara ; está sujeto a los príncipes partos que constantemente se expulsan unos a otros.

Los barcos quedan anclados en Barbaricum, pero todos sus cargamentos son llevados a la metrópoli por el río, al Rey. Se importan a este mercado mucha ropa fina y un poco espuria; linos adornados, topacio, coral, estoraque, incienso, vasos de vidrio, plata y oro laminado y un poco de vino. Por otro lado se exportan costus, bedelio, lycium, nardo, turquesa, lapislázuli, pieles séricas, telas de algodón, hilados de seda e índigo. Y los marineros parten de allí con los vientos indios etesios, hacia el mes de julio, que es Epiphi: es más peligroso entonces, pero a través de estos vientos el viaje es más directo y se completa más pronto

Su función principal más allá de abastecer su interior inmediato era el de puerto de transbordo para suministros de turquesa persa y lapislázuli afgano que luego eran transportados por tierra a Egipto.